# ان‌جی‌سی ۴۳۹۴
ان‌جی‌سی ۴۳۹۴ (انگلیسی: NGC 4394) نام یک کهکشان است.